# Elijahu Speiser
Elijahu Speiser (hebrejsky: אליהו שפייזר, žil 23. března 1930 – 12. listopadu 2009) byl izraelský politik a poslanec Knesetu za stranu Ma'arach.

## Biografie
Narodil se v Haifě. Vystudoval bakteriologii na Hebrejské univerzitě a ekonomii a právo na Pařížské univerzitě.

## Politická dráha
V roce 1965 vstoupil do strany Mapaj. Byl jejím tajemníkem pro region Tel Avivu. Působil jako místostarosta Tel Avivu a předseda Svazu měst v regionu Guš Dan. Ve straně Mapaj byl tajemníkem ekonomického odboru a mezinárodním tajemníkem. V odborové centrále Histadrut předsedal daňovému odboru.
V izraelském parlamentu zasedl poprvé po volbách v roce 1977, do nichž šel za stranu Ma'arach. Byl členem výboru pro imigraci a absorpci. Mandát poslance obhájil ve volbách v roce 1981, po nichž se stal členem výboru House Committee. Opětovně byl zvolen ve volbách v roce 1984. Usedl na post předsedy výboru pro ekonomické záležitosti. Ve volbách v roce 1988 mandát poslance neobhájil.